# Apolonia Sokol

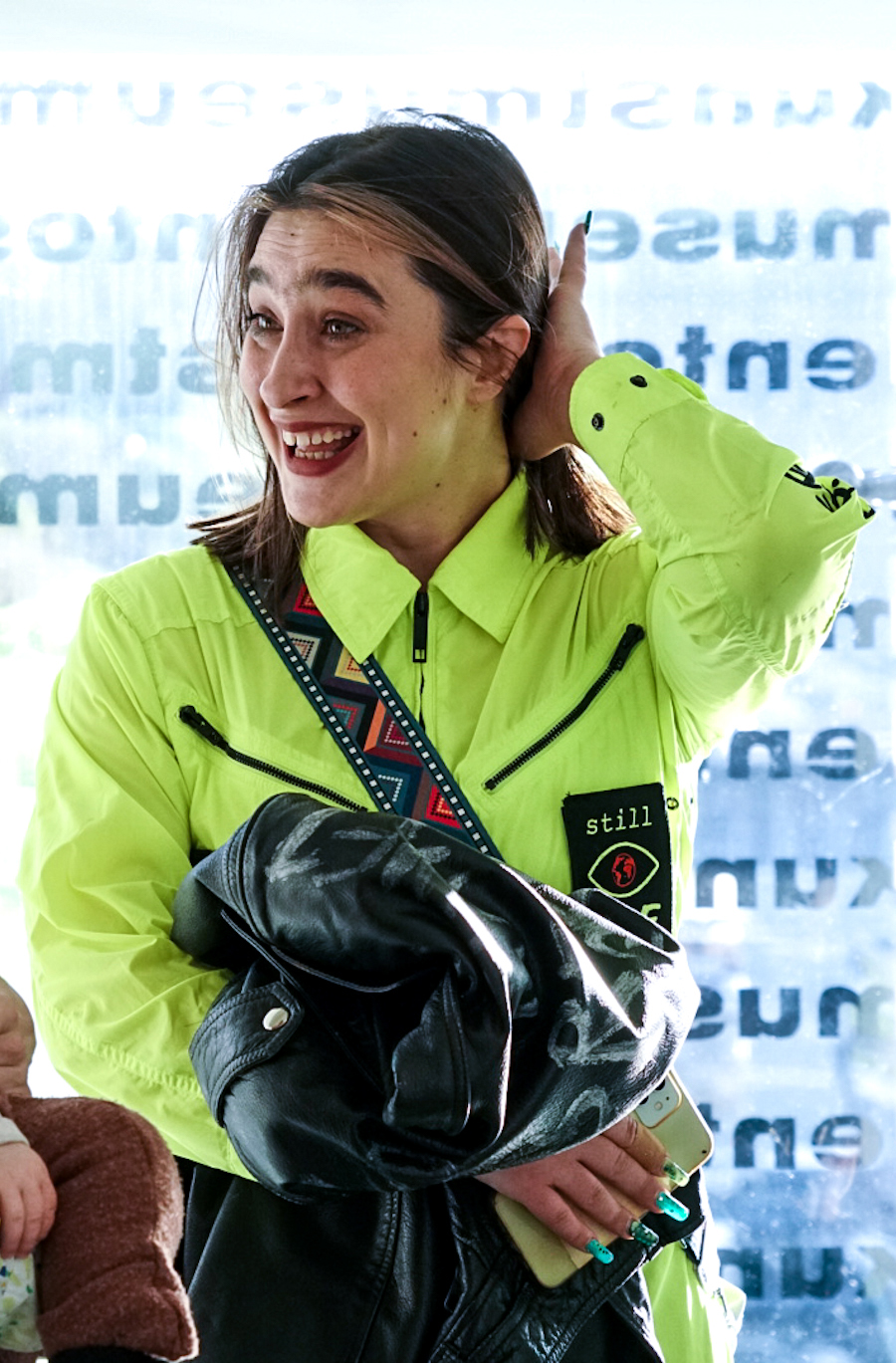
Apolonia Sokol

Apolonia Sokol (* 1988 in Paris, Frankreich) ist eine französische figurative Malerin. Ihre Werke wurden vielfach in Frankreich, Dänemark, Belgien und den USA ausgestellt. Sie ist bekannt für ihren autobiografischen Ansatz in der Malerei und nutzt die Kunst des Porträts als Mittel politischer Selbstermächtigung. Inspiriert vom kunsthistorischen Kanon thematisieren ihre Gemälde Fragen rund um Feminismus und queere Kultur.
Ein Dokumentarfilm über ihren Lebensweg mit dem Titel Apolonia, Apolonia von Lea Glob wurde 2022 veröffentlicht und begleitet sie über einen Zeitraum von 13 Jahren (2009–2022).

## Leben
Sokol ist polnisch-französischer Abstammung und wurde in dem 1986 von ihrem Vater Hervé Breuil gegründeten Pariser Untergrundtheater Lavoir Moderne Parisien geboren. Ihre polnische Mutter ist Alexandra Tlolka. Sie wuchs in den 1990er Jahren zunächst in Frankreich auf in einer lebendigen Kunstszene unter Bohémiens und Hippies. Mitte der 90er Jahre nach der Scheidung der Eltern zog sie mit ihrer Mutter nach Dänemark.
2009 kehrte sie nach Paris zurück und wurde an der École Nationale Supérieure des Beaux-Arts aufgenommen, wo sie 2015 ihr Studium mit einem Master of Fine Arts abschloss. Anschließend zog sie nach New York, wo sie im Atelier von Dan Colen arbeitete. Danach lebte sie in Los Angeles, wo sie eine Gemeinschaft von Künstlern fand, mit denen sie sich über figurative Malerei austauschen konnte.
Nach ihrer Rückkehr nach Europa wurde sie 2018 für den Révélations Emerige-Preis nominiert und gewann 2019 den Antoine-Marin-Preis. Im Jahr 2020 erhielt sie das renommierte Stipendium der Académie de France in Rom und absolvierte von 2020 bis 2021 einen Aufenthalt in der Villa Medici.
Im Jahr 2022 produzierten Danish Contemporary und HBO Max gemeinsam den Dokumentarfilm Apolonia, Apolonia, bei dem Léa Glob Regie führte und Sokol über mehr als ein Jahrzehnt hinweg in ihrem Leben und ihrer Karriere begleitete. Der Film zeigt auf, wie Apolonia versuchte, sich ihren Platz in der Kunstwelt zu erkämpfen. Beleuchtet wird auch die enge Freundschaft mit der Ukrainischen Aktivistin Oksana Schatschko, die 2011 nach ihrer Flucht aus Weißrussland bei Apolonia ein Unterkommen fand.
Sokol ist Dozentin und Künstlerin an der Hochschule für Kunst und Medien Caen/Cherbourg (ESAM).

## Werk
Apolonia Sokol gilt laut mehreren Kritiken als eine der führenden Persönlichkeiten der Neuen Französischen Malerei. Ihre Werke reflektieren geschlechterbezogene Darstellungen in der Kunstgeschichte sowie (Körper‐)Politik (Begriffserklärung ). Charakteristisch für Sokol ist die enge, intime Beziehung zu den Menschen, die sie porträtiert – häufig handelt es sich dabei um Freunde, Liebhaber und künstlerische Weggefährten, die sie als Ikonen einer radikalen Subjektivität darstellt, verbunden durch alternative Formen von Zugehörigkeit und dem Konzept der „gewählten Familie“.
Der französische Kunstkritiker Richard Leydier hebt die Theatralik des Raums in Sokols Gemälden hervor, in denen die dargestellten Frauen „einen ungewöhnlichen Raum bewohnen, der sie in eine abgeschlossene, eckige Geometrie einschließt […] Die Ikone stiftet die Beziehung zwischen Hintergrund und Subjekt, sodass sie zur Metapher dafür wird, wie eine Figur in einen Ort, eine Kulisse oder ein Land verpflanzt wird“.
Die Künstlerin verweist auf den Einfluss von Künstlerinnen wie Alice Neel, Chantal Joffe und Tracey Emin. Gleichzeitig thematisiert sie in ihrer Arbeit die Auslassung von Frauen in der Kunstgeschichte, indem sie historische Persönlichkeiten wie Artemisia Gentileschi oder Elisabetta Sirani rehabilitiert und deren Werke zeitgenössisch neu interpretiert. Darüber hinaus eignet sie sich ikonografische Elemente aus bekannten Gemälden wie Botticellis Primavera an und kehrt deren Bedeutungen um.

## Ausstellungen (Auswahl)
Die folgende Aufstellung zeigt eine Auswahl von Ausstellungen mit Werken von Apolina Sokol seit 2018 mit einem Hinweis, ob es sich um eine Einzel-Ausstellung nur mit Werken von Sokol oder eine Sammel-Ausstellung mit Werken verschiedener Künstler handelt. Die angegebenen Einzelnachweise zeigen vielfach Bilder aus der jeweiligen Ausstellung.
| Zeitraum            | Art    | Titel der Ausstellung                                                                                           | Zitat  |
| ------------------- | ------ | --- | ------ |
| Mrz–Apr 2018        | sammel | One Long Changing Body, Carlier / Gebauer, Berlin, Deutschland                                                  | [ 19 ] |
| Mai–Jul 2018        | einzel | I Had Trouble Sleeping, But She Said She Loved Me, THE PILL in Istanbul, Türkei                                 | [ 20 ] |
| Sep 2020 – Mai 2021 | sammel | Possessed, MO.CO in Montpellier, Frankreich                                                                     | [ 21 ] |
| Sep–Okt 2021        | sammel | She – Classicità, Polana Institute in Warschau, Polen                                                           | [ 22 ] |
| Feb–Aug 2022        | sammel | Women and Change, Arken Museum of Modern Art in Kopenhagen, Dänemark                                            | [ 23 ] |
| Mrz–Apr 2022        | einzel | You Better Paint Me*, THE PILL in Istanbul, Türkei                                                              | [ 24 ] |
| Apr–Mai 2022        | sammel | Entre tes yeux et les images que j’y vois (A Sentimental Choice), Foundation Pernod Ricard in Paris, Frankreich | [ 25 ] |
| Mai–Sep 2022        | sammel | Women Painting Women, Modern Art Museum of Fort Worth, Texas, USA                                               | [ 26 ] |
| Mrz–Jun 2023        | sammel | Immortal, Vitality of the Young French Figurative Painting, MO.CO in Montpellier, Frankreich                    | [ 27 ] |
| Okt 2023 – Feb 2024 | einzel | Apolonia Sokol, Arken Museum of Modern Art in Kopenhagen, Dänemark                                              | [ 28 ] |
| Mrz–Mai 2024        | einzel | The False Rose of Jericho, mit Poetin und Performerin Zahna Siham Benamor, O-Overgaden in Copenhagen, Dänemark  | [ 29 ] |
| Okt–Dez 2024        | einzel | ISLAWIO – I Shall Love Again When I’m Obsolete, The PILL in Paris                                               | [ 30 ] |
| Jun 2025 – Feb 2026 | sammel | KOPISTEN in außergewöhnlicher Zusammenarbeit mit dem Musée du Louvre im Centre Pompidou-Metz                    | [ 31 ] |

einzel = Einzelausstellung, sammel = Sammelausstellung

## Filmographie
- Apolonia, Apolonia, Dokumentarfilm von Lea Glob, Produktion: Danish Documentary Production (Dänemark) and Staron Film (Polen), 2022. Apolonia Sokol tritt persönlich auf.
- Oxana – Mein Leben für Freiheit, Biographie über Oksana Schatschko von Charlène Favier, Premiere 15 Dezember 2024 beim Les Arcs Film Festival. Apolonia Sokol wird von Noée Abita gespielt